# Camaegeria
Camaegeria é um gênero de traça pertencente à família Brachodidae.